# Anne Bishop
Anne Bishop (geb. 1955) ist eine US-amerikanische Schriftstellerin. Sie lebt in New York City und schreibt Romane im Bereich der Dark Fantasy. In Deutschland wurde sie durch ihre Serie Die schwarzen Juwelen bekannt, die seit 2005 im Heyne Verlag erscheint. Für die ersten drei Teile erhielt sie 2000 den William L. Crawford Fantasy Award. Die Übersetzerin der Reihe ist Ute Brammertz. Der Zweiteiler Die dunklen Welten erschien 2007 und 2008 ebenfalls bei Heyne, ins Deutsche übertragen von Kristina Euler.

## Bibliographie
|                                                                    | Englische Originalausgaben                                     | Deutsche Ausgaben                                                              |
| ------------------------------------------------------------------ | -------------------------------------------------------------- | ------------------------------------------------------------------------------ |
| The Black Jewels / The Realms of the Blood (Die schwarzen Juwelen) |                                                                |                                                                                |
| I                                                                  | Daughter of the Blood. Roc, New York 1998, ISBN 0-451-45671-8. | Dunkelheit. Heyne, München 2005, ISBN 3-453-53016-0.                           |
| II                                                                 | Heir to the Shadows. Roc, New York 1999, ISBN 0-451-45672-6.   | Dämmerung. Heyne, München 2005, ISBN 3-453-53063-2.                            |
| III                                                                | Queen of the Darkness. Roc, New York 2000, ISBN 0-451-45673-4. | Schatten. Heyne, München 2006, ISBN 3-453-53045-4.                             |
| IV                                                                 | Dreams Made Flesh. Roc, New York 2005, ISBN 0-451-46013-8.     | Zwielicht. Heyne, München 2006, ISBN 3-453-53248-1.                            |
| V                                                                  | The Invisible Ring. Roc, New York 2000, ISBN 0-451-45802-8.    | Finsternis. Heyne, München 2007, ISBN 978-3-453-52250-3.                       |
| VI                                                                 | Tangled Webs. Roc, New York 2008, ISBN 978-0-451-46160-5.      | Nacht. Heyne, München 2008, ISBN 978-3-453-52427-9.                            |
| VII                                                                | The Shadow Queen. Roc, New York 2009, ISBN 978-0-451-46254-1.  | Blutskönigin. Heyne, München 2009, ISBN 978-3-453-52609-9.                     |
| VIII                                                               | Shalador's Lady. Roc, New York 2010, ISBN 978-0-451-46315-9.   | Blutsherrschaft. Heyne, München 2011, ISBN 978-3-453-52777-5.                  |
| IX                                                                 | Twilight's Dawn. Roc, New York 2011, ISBN 978-0-451-46378-4.   |                                                                                |
| X                                                                  | The Queen's Bargain, Ace, 2020, ISBN 978-1-984-80662-8         |                                                                                |
| The Landscapes of Ephemera (Die dunklen Welten)                    |                                                                |                                                                                |
| I                                                                  | Sebastian. Roc, New York 2006, ISBN 0-451-46073-1.             | Sebastian. Heyne, München 2007, ISBN 978-3-453-53272-4.                        |
| II                                                                 | Belladonna. Roc, New York 2007, ISBN 978-0-451-46126-1.        | Belladonna. Heyne, München 2008, ISBN 978-3-453-52384-5.                       |
| III                                                                | Bridge of Dreams. Roc, New York 2013, ISBN 978-0-451-46473-6.  |                                                                                |
| The Others (Die Anderen)                                           |                                                                |                                                                                |
| I                                                                  | Written in Red. Roc, New York 2013, ISBN 978-0-451-46496-5.    | In Blut geschrieben. Drachenmond Verlag, Hitdorf 2016, ISBN 978-3-95991-611-0. |
| II                                                                 | Murder of Crows. Roc, New York 2014, ISBN 978-0-451-46526-9.   | Krähenjagd. Drachenmond Verlag. 2017, ISBN 978-3-95991-612-7.                  |
| III                                                                | Vision in Silver. Roc, New York 2015, ISBN 978-0-451-46527-6.  | Visionen in Silber. Drachenmond. 2018, ISBN 978-3-95991-613-4                  |
| IV                                                                 | Marked In Flesh. Roc, New York 2017, ISBN 978-0-451-47448-3.   | In Fleisch gezeichnet. Drachenmond. 2021, ISBN 978-3-959-91614-1               |
| V                                                                  | Etched in Bone. Roc, New York 2017, ISBN 978-0-451-47449-0.    | In Knochen geätzt. Drachenmond. 2022, ISBN 978-3-959-91615-8                   |

### Englische Originalausgaben
The World of the Fae, Tir Alainn Trilogie
- The Pillars of the World. Roc, New York 2001, ISBN 0-451-45850-8.
- Shadows and Light. Roc, New York 2002, ISBN 0-451-45899-0.
- The House of Gaian. Roc, New York 2003, ISBN 0-451-45942-3.

Short Stories
- Match Girl Ruby Slippers, Golden Tears. (Anthology), 1995.
- Rapunzel, Black Swan, White Raven. (Anthology), October 1998.
- The Wild Heart, Silver Birch, Blood Moon. (Anthology), March 1999.
- Tunnel, Horrors! 365 Scary Stories. September 1999.
- A Strand in the Web, Orbiter. November 2002.
- By the Time the Witchblood Blooms, Treachery and Treason (Anthology), March 2000 (also included in Tangled Webs, 2008).
- Summer in Mossy Creek (Anthology), June 2003.
- The Price, Powers of Detection: Tales of Mystery and Fantasy October 2004.
- Stands a God Within the Shadows, Imaginary Friends (Anthology). September 2008.

## Hörbücher (Audio Books)

### Deutsche Versionen
Die schwarzen Juwelen
- Dunkelheit, Audible GmbH, September 2010.
- Dämmerung, Audible GmbH, Oktober 2010.
- Schatten, Audible GmbH, Dezember 2010.
- Zwielicht, Audible GmbH, 7. März 2013.
- Finsternis, Audible GmbH, 16. April 2013.
- Nacht, Audible GmbH, 15. Mai 2013.
- Blutskönigin, Audible GmbH, 22. Januar 2015.
- Blutsherrschaft, Audible GmbH, 16. April 2015.